# Prionosciadium turneri
Prionosciadium turneri är en flockblommig växtart som beskrevs av Lincoln Constance och Affolter. Prionosciadium turneri ingår i släktet Prionosciadium och familjen flockblommiga växter. Inga underarter finns listade i Catalogue of Life.